# Tour de Pékin 2011
Le Tour de Pékin 2011 est la 1re édition du Tour de Pékin. Il a lieu du 5 au 9 octobre 2011. Il s'agit de la 26e et avant-dernière épreuve de l'UCI World Tour 2011.
Cette épreuve est classée en Catégorie 3 donc le vainqueur remporte 100 points pour le classement World Tour.
La course se déroule sur cinq étapes, dont un contre-la-montre inaugural de 11,3 km.
Grâce notamment à sa victoire sur le contre-la-montre inaugural, l'Allemand Tony Martin (Quick Step) remporte ce premier Tour de Pékin devant les deux Britanniques David Millar (Garmin-Cervélo) et Christopher Froome (Sky). Le classement par points (maillot vert) est remporté par le Russe Denis Galimzyanov vainqueur de la dernière étape. L'Espagnol Igor Antón remporte le classement de la montagne (maillot à pois) et l'Américain Benjamin King remporte le classement des jeunes (maillot blanc).

## Présentation

### Équipes
19 équipes participent à ce Tour de Pékin - 18 ProTeams et 1 équipe nationale :
| Nom de l'équipe     | Pays        | Code |
| ------------------- | ----------- | ---- |
| AG2R La Mondiale    | France      | ALM  |
| Astana              | Kazakhstan  | AST  |
| BMC Racing          | États-Unis  | BMC  |
| Euskaltel-Euskadi   | Espagne     | EUS  |
| Garmin-Cervélo      | États-Unis  | GRM  |
| Katusha             | Russie      | KAT  |
| HTC-Highroad        | États-Unis  | THR  |
| Lampre-ISD          | Italie      | LAM  |
| Leopard-Trek        | Luxembourg  | LEO  |
| Liquigas-Cannondale | Italie      | LIQ  |
| Movistar            | Espagne     | MOV  |
| Omega Pharma-Lotto  | Belgique    | OLO  |
| Quick Step          | Belgique    | QST  |
| Rabobank            | Pays-Bas    | RAB  |
| RadioShack          | États-Unis  | RSH  |
| Saxo Bank-Sungard   | Danemark    | SBS  |
| Sky                 | Royaume-Uni | SKY  |
| Vacansoleil-DCM     | Pays-Bas    | VCD  |

| Nom de l'équipe           | Pays  | Code |
| ------------------------- | ----- | ---- |
| Équipe nationale de Chine | Chine | CHN  |

## Étapes
| Étape     | Date      | Villes étapes                                                  |                  | Distance (km) | Vainqueur d’étape | Leader du classement général |
| --------- | --------- | -------------------------------------------------------------- | ---------------- | ------------- | ----------------- | ---------------------------- |
| 1re étape | 5 octobre | Stade national de Pékin - Centre national de natation de Pékin | Contre-la-montre | 11,3 (clm)    | Tony Martin       | Tony Martin                  |
| 2e étape  | 6 octobre | Stade national de Pékin - District de Mentougou                |                  | 137           | Heinrich Haussler | Tony Martin                  |
| 3e étape  | 7 octobre | District de Mentougou - Xian de Yanqing                        |                  | 158           | Nicolas Roche     | Tony Martin                  |
| 4e étape  | 8 octobre | YanQing Gui Chuan Square - Parc aquatique olympique de Shunyi  |                  | 189,5         | Elia Viviani      | Tony Martin                  |
| 5e étape  | 9 octobre | Place Tian'anmen - Stade national de Pékin                     |                  | 118           | Denis Galimzyanov | Tony Martin                  |

## Déroulement de la course

### 1reétape
|    | Coureur                | Pays        | Équipe             |    | Temps       |
| -- | ---------------------- | ----------- | ------------------ | -- | ----------- |
| 1  | Tony Martin            | Allemagne   | HTC-Highroad       | en | 13 min 33 s |
| 2  | David Millar           | Royaume-Uni | Garmin-Cervélo     | +  | 17 s        |
| 3  | Alex Dowsett           | Royaume-Uni | Sky                |    | 24 s        |
| 4  | Christopher Froome     | Royaume-Uni | Sky                |    | 26 s        |
| 5  | Steve Cummings         | Royaume-Uni | Sky                |    | 35 s        |
| 6  | Lars Boom              | Pays-Bas    | Rabobank           |    | 36 s        |
| 7  | Olivier Kaisen         | Belgique    | Omega Pharma-Lotto |    | 39 s        |
| 8  | Luis León Sánchez      | Espagne     | Rabobank           |    | 41 s        |
| 9  | Jean-Christophe Péraud | France      | AG2R La Mondiale   |    | 43 s        |
| 10 | Dario Cataldo          | Italie      | Quick Step         |    | 43 s        |

|    | Coureur                | Pays        | Équipe             |    | Temps       |
| -- | ---------------------- | ----------- | ------------------ | -- | ----------- |
| 1  | Tony Martin            | Allemagne   | HTC-Highroad       | en | 13 min 33 s |
| 2  | David Millar           | Royaume-Uni | Garmin-Cervélo     | +  | 17 s        |
| 3  | Alex Dowsett           | Royaume-Uni | Sky                |    | 24 s        |
| 4  | Christopher Froome     | Royaume-Uni | Sky                |    | 26 s        |
| 5  | Steve Cummings         | Royaume-Uni | Sky                |    | 35 s        |
| 6  | Lars Boom              | Pays-Bas    | Rabobank           |    | 36 s        |
| 7  | Olivier Kaisen         | Belgique    | Omega Pharma-Lotto |    | 39 s        |
| 8  | Luis León Sánchez      | Espagne     | Rabobank           |    | 41 s        |
| 9  | Jean-Christophe Péraud | France      | AG2R La Mondiale   |    | 43 s        |
| 10 | Dario Cataldo          | Italie      | Quick Step         |    | 43 s        |

### 2eétape
|    | Coureur            | Pays      | Équipe              |    | Temps           |
| -- | ------------------ | --------- | ------------------- | -- | --------------- |
| 1  | Heinrich Haussler  | Australie | Garmin-Cervélo      | en | 3 h 03 min 30 s |
| 2  | Denis Galimzyanov  | Russie    | Katusha             | +  | m.t             |
| 3  | Theo Bos           | Pays-Bas  | Rabobank            |    | m.t             |
| 4  | Francesco Chicchi  | Italie    | Quick Step          |    | m.t             |
| 5  | Alexander Kristoff | Norvège   | BMC Racing          |    | m.t             |
| 6  | Elia Viviani       | Italie    | Liquigas-Cannondale |    | m.t             |
| 7  | Davide Appollonio  | Italie    | Sky                 |    | m.t             |
| 8  | Giacomo Nizzolo    | Italie    | Leopard-Trek        |    | m.t             |
| 9  | Manuele Mori       | Italie    | Lampre-ISD          |    | m.t             |
| 10 | Ángel Madrazo      | Espagne   | Movistar            |    | m.t             |

|    | Coureur                | Pays        | Équipe             |    | Temps           |
| -- | ---------------------- | ----------- | ------------------ | -- | --------------- |
| 1  | Tony Martin            | Allemagne   | HTC-Highroad       | en | 3 h 17 min 03 s |
| 2  | David Millar           | Royaume-Uni | Garmin-Cervélo     | +  | 17 s            |
| 3  | Alex Dowsett           | Royaume-Uni | Sky                |    | 24 s            |
| 4  | Christopher Froome     | Royaume-Uni | Sky                |    | 26 s            |
| 5  | Steve Cummings         | Royaume-Uni | Sky                |    | 35 s            |
| 6  | Olivier Kaisen         | Belgique    | Omega Pharma-Lotto |    | 39 s            |
| 7  | Luis León Sánchez      | Espagne     | Rabobank           |    | 41 s            |
| 8  | Jean-Christophe Péraud | France      | AG2R La Mondiale   |    | 43 s            |
| 9  | Andriy Grivko          | Ukraine     | Astana             |    | 43 s            |
| 10 | Dario Cataldo          | Italie      | Quick Step         |    | 43 s            |

### 3eétape
|    | Coureur            | Pays        | Équipe            |    | Temps           |
| -- | ------------------ | ----------- | ----------------- | -- | --------------- |
| 1  | Nicolas Roche      | Irlande     | AG2R La Mondiale  | en | 3 h 53 min 15 s |
| 2  | Philip Deignan     | Irlande     | RadioShack        | +  | 0 s             |
| 3  | Christopher Froome | Royaume-Uni | Sky               |    | 1 s             |
| 4  | Francesco Gavazzi  | Italie      | Lampre-ISD        |    | 1 s             |
| 5  | Nick Nuyens        | Belgique    | Saxo Bank-Sungard |    | 1 s             |
| 6  | Paul Martens       | Allemagne   | Rabobank          |    | 1 s             |
| 7  | Ángel Madrazo      | Espagne     | Movistar          |    | 1 s             |
| 8  | Simon Clarke       | Australie   | Astana            |    | 1 s             |
| 9  | Michael Barry      | Canada      | Sky               |    | 1 s             |
| 10 | Luke Roberts       | Australie   | Saxo Bank-Sungard |    | 1 s             |

|    | Coureur                | Pays        | Équipe             |    | Temps           |
| -- | ---------------------- | ----------- | ------------------ | -- | --------------- |
| 1  | Tony Martin            | Allemagne   | HTC-Highroad       | en | 7 h 10 min 19 s |
| 2  | David Millar           | Royaume-Uni | Garmin-Cervélo     | +  | 17 s            |
| 3  | Christopher Froome     | Royaume-Uni | Sky                |    | 26 s            |
| 4  | Steve Cummings         | Royaume-Uni | Sky                |    | 35 s            |
| 5  | Olivier Kaisen         | Belgique    | Omega Pharma-Lotto |    | 39 s            |
| 6  | Luis León Sánchez      | Espagne     | Rabobank           |    | 41 s            |
| 7  | Jean-Christophe Péraud | France      | AG2R La Mondiale   |    | 43 s            |
| 8  | Andriy Grivko          | Ukraine     | Astana             |    | 43 s            |
| 9  | Dario Cataldo          | Italie      | Quick Step         |    | 43 s            |
| 10 | Niki Terpstra          | Pays-Bas    | Quick Step         |    | 46 s            |

### 4eétape
|    | Coureur            | Pays      | Équipe              |    | Temps           |
| -- | ------------------ | --------- | ------------------- | -- | --------------- |
| 1  | Elia Viviani       | Italie    | Liquigas-Cannondale | en | 4 h 09 min 08 s |
| 2  | Peter Sagan        | Slovaquie | Liquigas-Cannondale | +  | m.t             |
| 3  | Juan José Haedo    | Argentine | Saxo Bank-Sungard   |    | m.t             |
| 4  | Denis Galimzyanov  | Russie    | Katusha             |    | m.t             |
| 5  | Alexander Porsev   | Russie    | Katusha             |    | m.t             |
| 6  | Alexander Kristoff | Norvège   | BMC Racing          |    | m.t             |
| 7  | Leigh Howard       | Australie | HTC-Highroad        |    | m.t             |
| 8  | Manuele Mori       | Italie    | Lampre-ISD          |    | m.t             |
| 9  | Enrique Sanz       | Espagne   | Movistar            |    | m.t             |
| 10 | Heinrich Haussler  | Australie | Garmin-Cervélo      |    | m.t             |

|    | Coureur                | Pays        | Équipe             |    | Temps            |
| -- | ---------------------- | ----------- | ------------------ | -- | ---------------- |
| 1  | Tony Martin            | Allemagne   | HTC-Highroad       | en | 11 h 19 min 27 s |
| 2  | David Millar           | Royaume-Uni | Garmin-Cervélo     | +  | 17 s             |
| 3  | Christopher Froome     | Royaume-Uni | Sky                |    | 26 s             |
| 4  | Steve Cummings         | Royaume-Uni | Sky                |    | 35 s             |
| 5  | Olivier Kaisen         | Belgique    | Omega Pharma-Lotto |    | 39 s             |
| 6  | Luis León Sánchez      | Espagne     | Rabobank           |    | 41 s             |
| 7  | Jean-Christophe Péraud | France      | AG2R La Mondiale   |    | 43 s             |
| 8  | Andriy Grivko          | Ukraine     | Astana             |    | 43 s             |
| 9  | Dario Cataldo          | Italie      | Quick Step         |    | 43 s             |
| 10 | Niki Terpstra          | Pays-Bas    | Quick Step         |    | 46 s             |

### 5eétape
|    | Coureur            | Pays      | Équipe              |    | Temps           |
| -- | ------------------ | --------- | ------------------- | -- | --------------- |
| 1  | Denis Galimzyanov  | Russie    | Katusha             | en | 2 h 19 min 44 s |
| 2  | Juan José Haedo    | Argentine | Saxo Bank-Sungard   | +  | m.t             |
| 3  | Elia Viviani       | Italie    | Liquigas-Cannondale |    | m.t             |
| 4  | Matteo Trentin     | Italie    | Quick Step          |    | m.t             |
| 5  | Davide Appollonio  | Italie    | Sky                 |    | m.t             |
| 6  | Francesco Chicchi  | Italie    | Quick Step          |    | m.t             |
| 7  | Heinrich Haussler  | Australie | Garmin-Cervélo      |    | m.t             |
| 8  | Giacomo Nizzolo    | Italie    | Leopard-Trek        |    | m.t             |
| 9  | Alexander Kristoff | Norvège   | BMC Racing          |    | m.t             |
| 10 | Sébastien Hinault  | France    | AG2R La Mondiale    |    | m.t             |

|    | Coureur                | Pays        | Équipe             |    | Temps            |
| -- | ---------------------- | ----------- | ------------------ | -- | ---------------- |
| 1  | Tony Martin            | Allemagne   | HTC-Highroad       | en | 13 h 39 min 11 s |
| 2  | David Millar           | Royaume-Uni | Garmin-Cervélo     | +  | 17 s             |
| 3  | Christopher Froome     | Royaume-Uni | Sky                |    | 26 s             |
| 4  | Steve Cummings         | Royaume-Uni | Sky                |    | 35 s             |
| 5  | Olivier Kaisen         | Belgique    | Omega Pharma-Lotto |    | 39 s             |
| 6  | Luis León Sánchez      | Espagne     | Rabobank           |    | 41 s             |
| 7  | Jean-Christophe Péraud | France      | AG2R La Mondiale   |    | 43 s             |
| 8  | Andriy Grivko          | Ukraine     | Astana             |    | 43 s             |
| 9  | Dario Cataldo          | Italie      | Quick Step         |    | 43 s             |
| 10 | Niki Terpstra          | Pays-Bas    | Quick Step         |    | 46 s             |

## Classements finals

### Classement général
|    | Cycliste               | Pays        | Équipe             |    | Temps            |
| -- | ---------------------- | ----------- | ------------------ | -- | ---------------- |
| 1  | Tony Martin            | Allemagne   | HTC-Highroad       | en | 13 h 39 min 11 s |
| 2  | David Millar           | Royaume-Uni | Garmin-Cervélo     | +  | 17 s             |
| 3  | Christopher Froome     | Royaume-Uni | Sky                |    | 26 s             |
| 4  | Steve Cummings         | Royaume-Uni | Sky                |    | 35 s             |
| 5  | Olivier Kaisen         | Belgique    | Omega Pharma-Lotto |    | 39 s             |
| 6  | Luis León Sánchez      | Espagne     | Rabobank           |    | 41 s             |
| 7  | Jean-Christophe Péraud | France      | AG2R La Mondiale   |    | 43 s             |
| 8  | Andriy Grivko          | Ukraine     | Astana             |    | 43 s             |
| 9  | Dario Cataldo          | Italie      | Quick Step         |    | 43 s             |
| 10 | Niki Terpstra          | Pays-Bas    | Quick Step         |    | 46 s             |

### Classements annexes
|   | Cycliste          | Pays      | Équipe              | Points |
| - | ----------------- | --------- | ------------------- | ------ |
| 1 | Denis Galimzyanov | Russie    | Katusha             | 41     |
| 2 | Elia Viviani      | Italie    | Liquigas-Cannondale | 39     |
| 3 | Heinrich Haussler | Australie | Garmin-Cervélo      | 30     |

|   | Cycliste        | Pays     | Équipe            | Points |
| - | --------------- | -------- | ----------------- | ------ |
| 1 | Igor Antón      | Espagne  | Euskaltel-Euskadi | 22     |
| 2 | Lloyd Mondory   | France   | AG2R La Mondiale  | 18     |
| 3 | Thomas De Gendt | Belgique | Vacansoleil-DCM   | 17     |

|   | Cycliste          | Pays       | Équipe             |    | Temps            |
| - | ----------------- | ---------- | ------------------ | -- | ---------------- |
| 1 | Benjamin King     | États-Unis | RadioShack         | en | 13 h 40 min 01 s |
| 2 | Bart De Clercq    | Belgique   | Omega Pharma-Lotto | +  | 2 s              |
| 3 | Dennis van Winden | Pays-Bas   | Rabobank           |    | 6 s              |

|   | Équipe             | Pays        |    | Temps            |
| - | ------------------ | ----------- | -- | ---------------- |
| 1 | Sky                | Royaume-Uni | en | 40 h 40 min 58 s |
| 2 | Omega Pharma-Lotto | Belgique    | +  | 59 s             |
| 3 | Rabobank           | Pays-Bas    |    | 1 min 08 s       |

### UCI World Tour
Ce Tour de Pékin attribue des points pour l'UCI World Tour 2011, seulement aux coureurs des équipes ayant un label ProTeam.
| Position           | 1er | 2e | 3e | 4e | 5e | 6e | 7e | 8e | 9e | 10e |
| Classement général | 100 | 80 | 70 | 60 | 50 | 40 | 30 | 20 | 10 | 4   |
| Par étape          | 6   | 4  | 2  | 1  | 1  |    |    |    |    |     |

| #  | Coureur                | Équipe             | Points |
| -- | ---------------------- | ------------------ | ------ |
| 1  | Tony Martin            | HTC-Highroad       | 106    |
| 2  | David Millar           | Garmin-Cervélo     | 84     |
| 3  | Christopher Froome     | Sky                | 73     |
| 4  | Steve Cummings         | Sky                | 61     |
| 5  | Olivier Kaisen         | Omega Pharma-Lotto | 50     |
| 6  | Luis León Sánchez      | Rabobank           | 40     |
| 7  | Jean-Christophe Péraud | AG2R La Mondiale   | 30     |
| 8  | Andriy Grivko          | Astana             | 20     |
| 9  | Denis Galimzyanov      | Katusha            | 11     |
| 10 | Dario Cataldo          | Quick Step         | 10     |

| Suite du classement (11-26) | Suite du classement (11-26) | Suite du classement (11-26) | Suite du classement (11-26) |
| --------------------------- | --------------------------- | --------------------------- | --------------------------- |
| 11                          | Elia Viviani                | Liquigas-Cannondale         | 8                           |
| 12                          | Juan José Haedo             | Saxo Bank-Sungard           | 6                           |
| 12                          | Heinrich Haussler           | Garmin-Cervélo              | 6                           |
| 12                          | Nicolas Roche               | AG2R La Mondiale            | 6                           |
| 15                          | Philip Deignan              | RadioShack                  | 4                           |
| 15                          | Peter Sagan                 | Liquigas-Cannondale         | 4                           |
| 15                          | Niki Terpstra               | Quick Step                  | 4                           |
| 18                          | Theo Bos                    | Rabobank                    | 2                           |
| 18                          | Alex Dowsett                | Sky                         | 2                           |
| 20                          | Davide Appollonio           | Sky                         | 1                           |
| 20                          | Francesco Chicchi           | Quick Step                  | 1                           |
| 20                          | Francesco Gavazzi           | Lampre-ISD                  | 1                           |
| 20                          | Alexander Kristoff          | BMC Racing                  | 1                           |
| 20                          | Nick Nuyens                 | Saxo Bank-Sungard           | 1                           |
| 20                          | Alexander Porsev            | Katusha                     | 1                           |
| 20                          | Matteo Trentin              | Quick Step                  | 1                           |

## Évolution des classements
| Étape              | Vainqueur          | Classement général | Classement par points | Classement de la montagne | Classement du meilleur jeune | Classement par équipes |
| ------------------ | ------------------ | ------------------ | --------------------- | ------------------------- | ---------------------------- | ---------------------- |
| 1                  | Tony Martin        | Tony Martin        | Tony Martin           | Non décerné               | Alex Dowsett                 | Sky                    |
| 2                  | Heinrich Haussler  | Tony Martin        | Tony Martin           | Thomas De Gendt           | Alex Dowsett                 | Sky                    |
| 3                  | Nicolas Roche      | Tony Martin        | Christopher Froome    | Igor Antón                | Benjamin King                | Sky                    |
| 4                  | Elia Viviani       | Tony Martin        | Denis Galimzyanov     | Igor Antón                | Benjamin King                | Sky                    |
| 5                  | Denis Galimzyanov  | Tony Martin        | Denis Galimzyanov     | Igor Antón                | Benjamin King                | Sky                    |
| Classements finals | Classements finals | Tony Martin        | Denis Galimzyanov     | Igor Antón                | Benjamin King                | Sky                    |